# أليكس إيتيل
أليكس إيتيل (بالإنجليزية: Alex Etel)‏ هو ممثل بريطاني، ولد في 19 سبتمبر 1994 بمانشستر في المملكة المتحدة.

## أعمال

### أفلام
- (2007) حصان الماء[4]

## وصلات خارجية
- أليكس إيتيل على موقع IMDb (الإنجليزية)
- أليكس إيتيل على موقع ألو سيني (الفرنسية)
- أليكس إيتيل على موقع ميوزك برينز (الإنجليزية)
- أليكس إيتيل على موقع أول موفي (الإنجليزية)
- أليكس إيتيل على موقع قاعدة بيانات الأفلام السويدية (السويدية)
- أليكس إيتيل على موقع قاعدة بيانات الفيلم (الإنجليزية)
- أليكس إيتيل على موقع كينوبويسك (الروسية)